# Dainzú

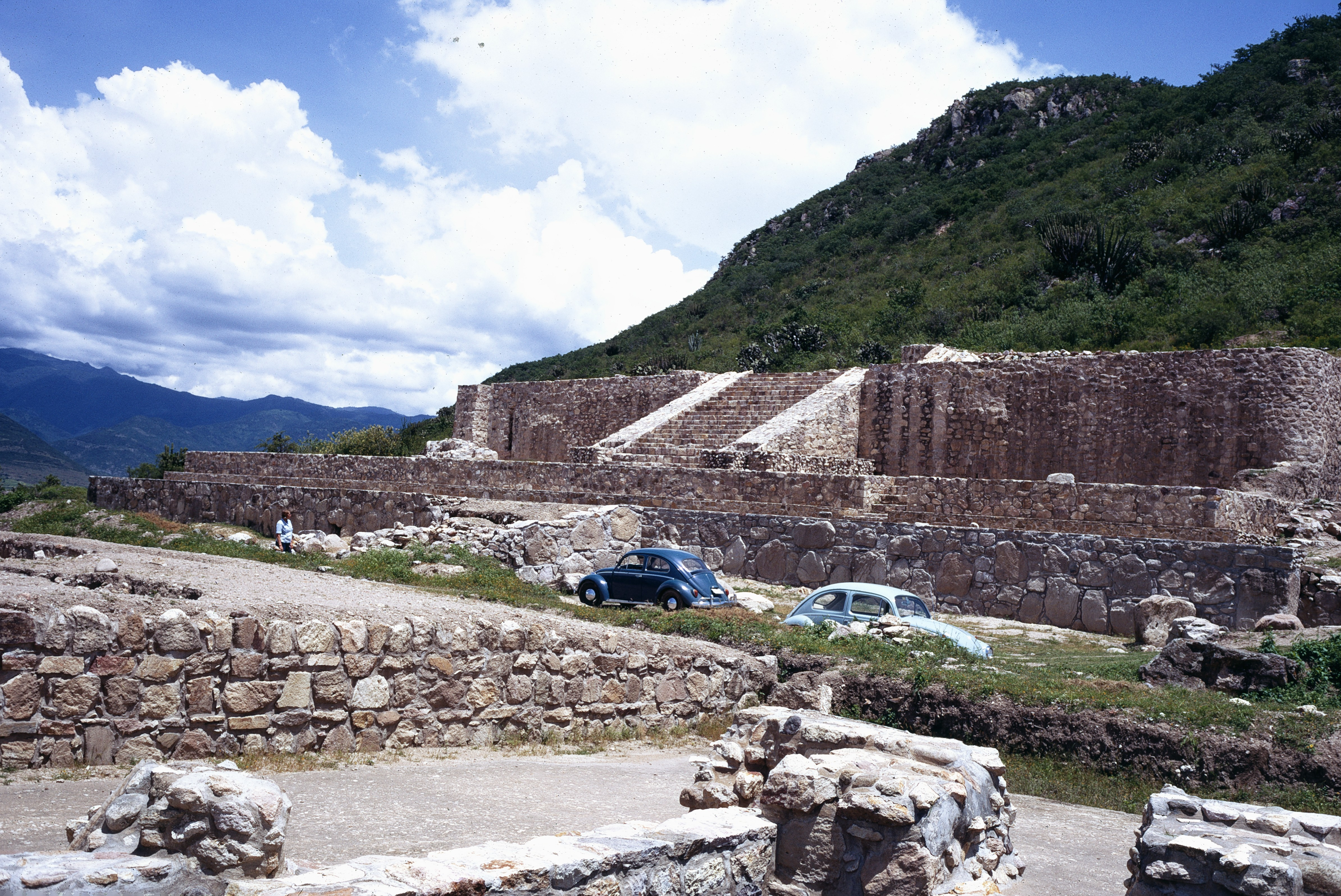
Conjunto A

Dainzú ist eine präkolumbische Stadt- und Kultanlage (heute archäologische Ausgrabungsstätte) in der Region Valles Centrales von Oaxaca, Mexiko, 19 km ostsüdöstlich der gleichnamigen Staatshauptstadt. Erste Siedlungsspuren finden sich bereits um das 3. Jahrtausend v. Chr. Die Stadt liegt am Abhang eines steilen Berges und existierte vom 7. Jahrhundert v. Chr. bis gegen 500 n. Chr., 

## Forschungsgeschichte
Der Name Dainzú ist modern, er wurde von den ersten Archäologen aus dem Zapotekischen gebildet und bedeutet Berg der Orgelkakteen, nach dem dort dominierenden Bewuchs. Nach ersten Erkundungen zu Beginn des 20. Jahrhunderts folgen ab 1965 umfangreiche Ausgrabungen durch den mexikanischen Archäologen Ignacio Bernal. Die frühesten nachgewiesenen Besiedlungsspuren reichen bis in die Mittlere Präklassik zurück.

## Conjunto A
Dieser Komplex besteht aus drei unterschiedlich hohen, dem Bergfuß vorgeschuhte Terrassen.
Die früheste und zugleich unterste ist im Gegensatz zu den anderen mit großen unregelmäßigen Steinblöcken verkleidet, in die rund dreißig Flachreliefs eingraben sind. Die beiden oberen Terrasse sind mit kleinen Steinen gemauert. Um die Höher einer Terrasse zu überwinden, wurden bei den ältesten Konstruktionen in den Baukörper eingesenkte Treppen verwendet, später wurden die Treppen mit Treppenwangen versehen und sprangen aus dem Baukörper vor.
Auf Grund der Bautechnik der  ältesten Terrasse haben die Ausgräber auf eine Gleichzeitigkeit mit dem Gebäude J von Monte Albán, das der Phase Monte Albán II zugewiesen wird geschlossen. Die späteren Bauten würden demnach der Phase Monte Albán III entsprechen. 

### Steinreliefs

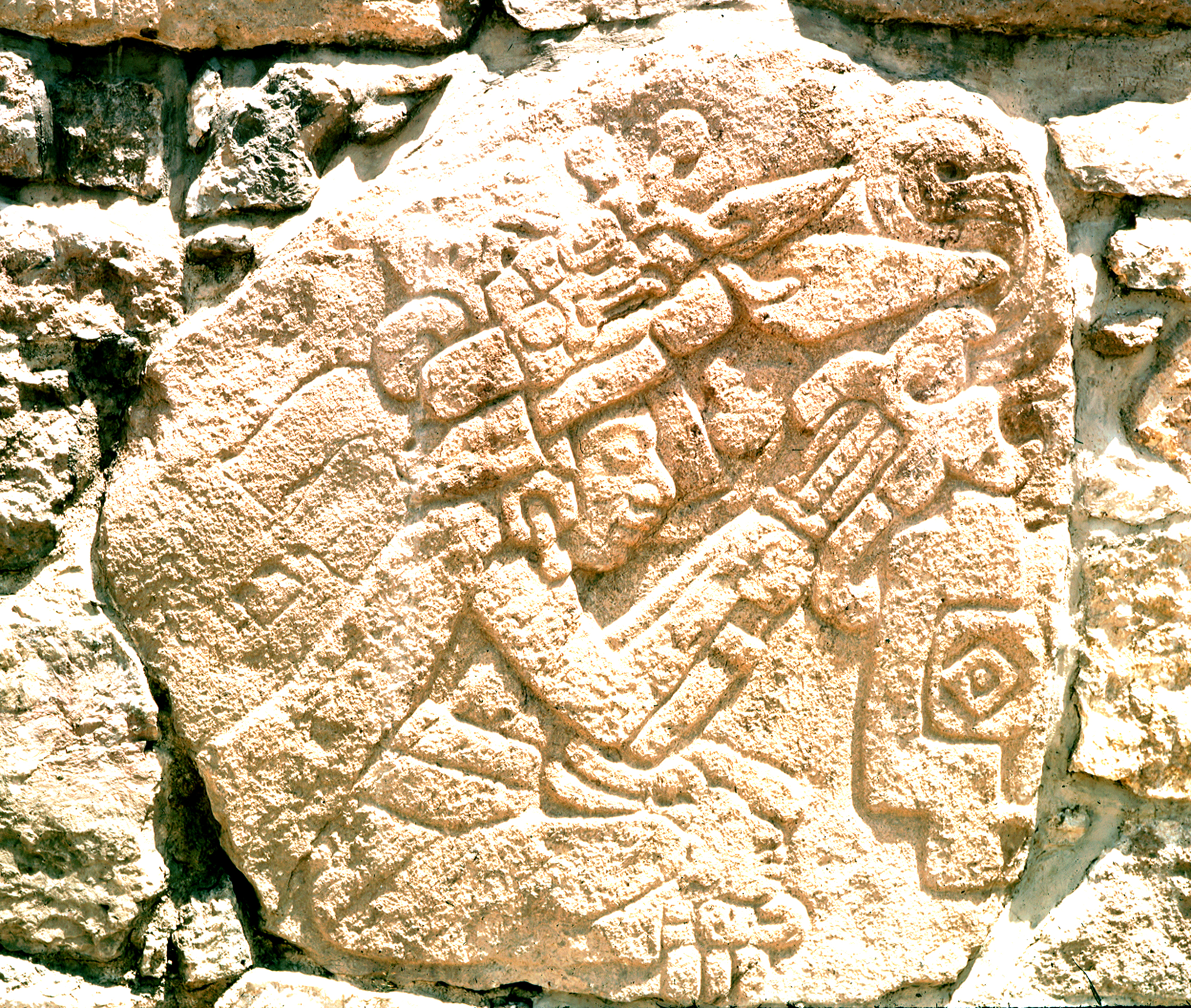
Dainzú, Würdenträger

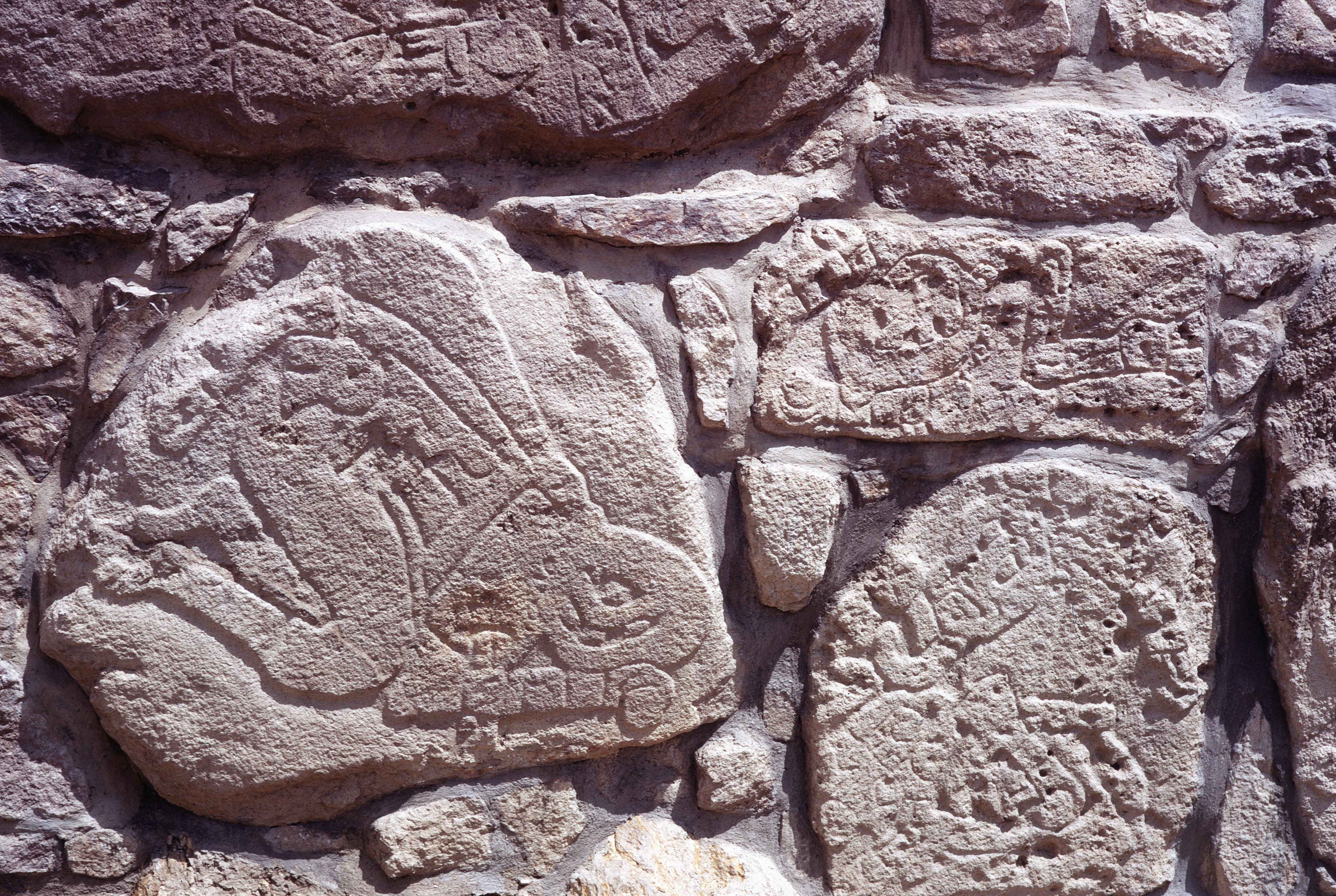
Dainzú, Ballspieler

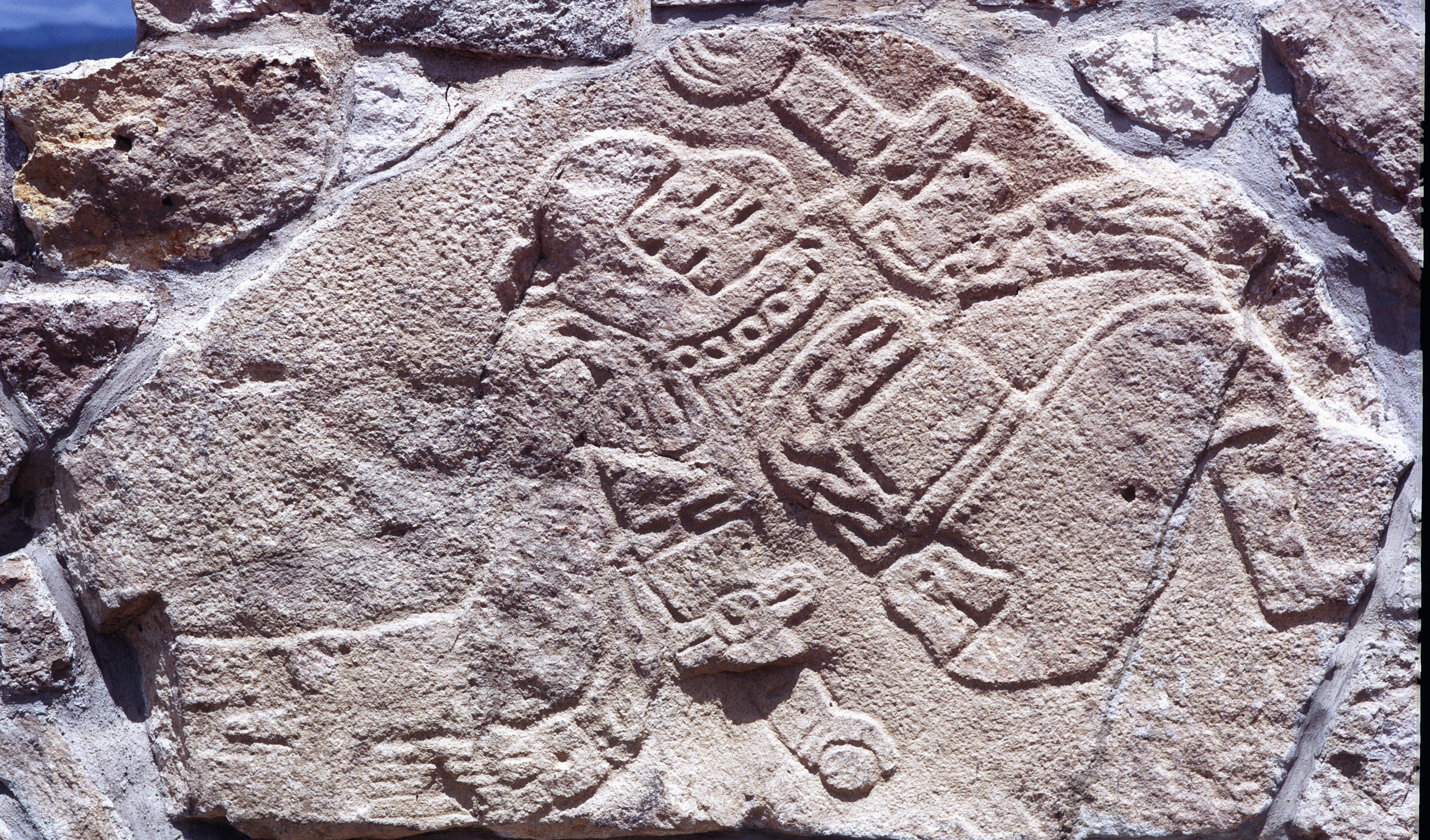
Ballspieler

Das Thema dieser Darstellungen ist in Mesoamerika einzigartig: neben Abbildungen von möglicherweise religiösen Würdenträgern beeindrucken die zahlreichen Reliefs von Ballspielern, die einen kleinen Ball in der Hand halten. Die Ballspieler sind mit Masken und gepolstertem Becken-, Ellbogen- und Knieschutz versehen. Sie werden gezeigt, wie sie sich zu Boden geworfen haben, um den Ball zu ergreifen. Dieses Ballspiel hat nur wenig mit dem mesoamerikanischen Ballspiel gemeinsam: der Ball ist klein und passt in die Hand eines Spielers, der den Ball regelmäßig mit der Hand fasst. Weitere Einzelheiten des Spiels sind ebenso wenig bekannt wie ob es in einem der typischen Ballspielplätze gespielt wurde. Die Darstellung von Totenschädeln kann als Hinweis auf die mit dem Spiel verbundenen Symbolik verstanden werden.

## Conjunto B

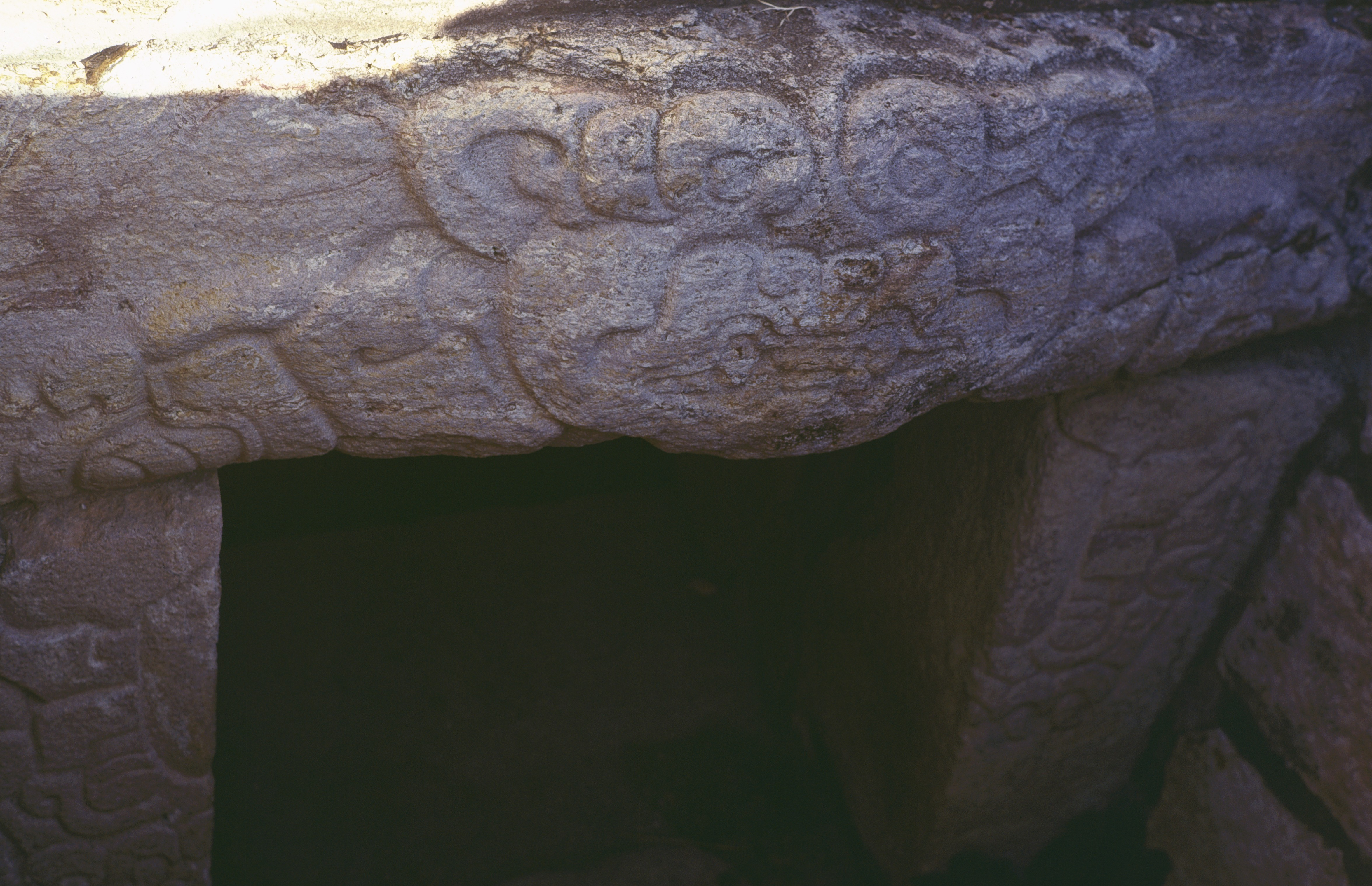
Grab Eingang

Diese Terrasse ist der eben beschriebenen westlich vorgelagert und deutlich tiefer am Bergfuß gelegen. Es wird eine Erbauungszeit entsprechend der Phase Monte Albán I angenommen, aber es haben später immer wieder Umbauten stattgefunden, die in mindestens sechs Bauetappen zusammengefasst werden. Am Anfang handelte es sich bei diesem Komplex um zwei getrennte Terrassen, die durch den Gelben Tempel verbunden waren. An mehreren Stellen befinden sich unterirdische Kanäle zur Ableitung des Regenwassers. Diese sind entweder gemauert mit rechteckigem Querschnitt oder sie bestehen aus ineinandergesteckten relativ großvolumigen Tonröhren. 
Im Inneren der Terrassen sind vier Grabkammern und mehrere einfachere Gräber festgestellt worden. Das bedeutendste Grab (Grab 7), das vollständig beraubt war, war ursprünglich durch eine Treppe zugänglich. Über dem Eingang befindet sich ein monolithischer Türbalken, der in Flachrelief das Gesicht eines Jaguars zeigt. Im Inneren weist ein Wandstein eine Darstellung im Stil der Reliefs des Conjunto A auf.

### Gelber Tempel
Der wegen Resten seiner Wandbemalung so genannte Tempel (auch: Templo Amarillo) ist ein kleines, einräumiges Gebäude. Der Eingang wird von zwei nahe den Seitenwänden stehenden monolithischen Säulen (im Stil von Monte Albán) eingerahmt.

## Conjunto C
Diese Konstruktion schließt im Süden an Conjunto B an und liegt auf demselben Niveau. Es handelt sich eigentlich um eine kleine Terrasse, die die Verbindung zum noch weiter südlich gelegenen und nicht ausgegrabenen Conjunto D herstellte.

## Ballspielplatz

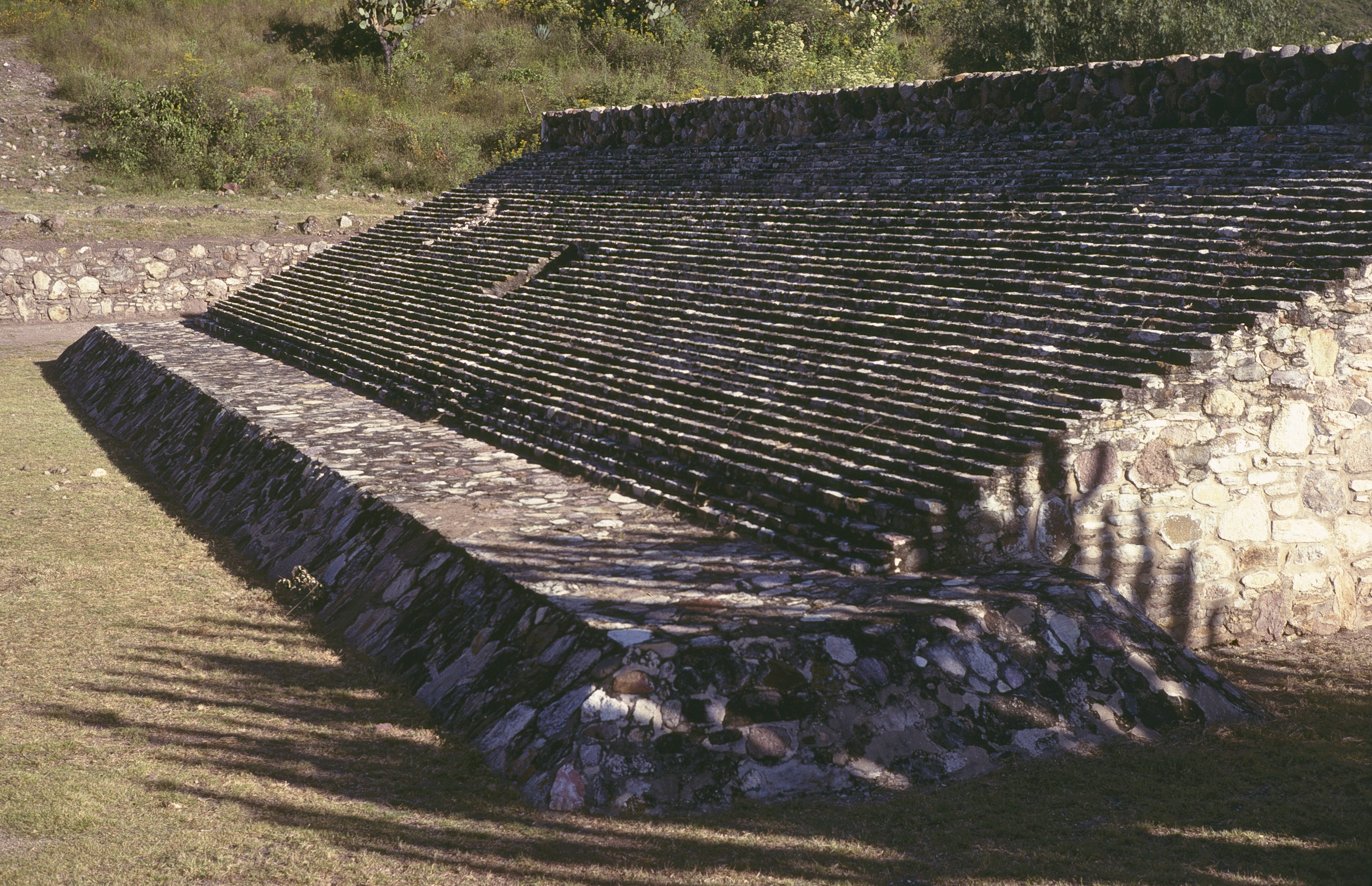
Ballspielplatz (ausgegrabene Seite)

Der Ballspielplatz, der nur zu einer Hälfte ausgegraben und restauriert wurde, ist eindeutig nicht der Ort des Ballspiels, das in den Steinreliefs abgebildet wurde, denn er wurde vermutlich erst um 900 n. Chr. auf den Resten einer etwas älteren Konstruktion errichtet. Die nach innen gerichtete schräge Reflexwand ist leider nur mit der Unterkonstruktion rekonstruiert worden, die als Unterlage für die glatten Stucküberzug diente.